# Bojia
Bojia románul: Bojia, falu Romániában, a Bánságban, Krassó-Szörény megyében.

## Fekvése
Somosréve (Cornereva) mellett fekvő település.

## Története
Bojia korábban Somosréve (Cornereva) község része volt. 1956-ban vált külön településsé 361 lakossal.
1966-ban 220, 1977-ben 200, 1992-ben 187, a 2002-es népszámláláskor pedig 170 román lakosa volt.